# Tuishou
| Tuishou                       | Tuishou    |
| ----------------------------- | ---------- |
| Tuishou-Übung unter Anleitung |            |
| Chinesische Sprache           |            |
| Langzeichen                   | 推手       |
| Kurzzeichen                   | 推手       |
| Pinyin                        | tuīshǒu    |
| Jyutping                      | teoi4sau2  |
| POJ                           | thui-tshiú |

Tuishou (chinesisch 推手, englisch Pushing hands, Push Hands – „Schiebende Hände“) bezeichnet eine grundlegende Partnerübung in der chinesischen Kampfkunst Taijiquan.
Tuishou ist vergleichbar mit Partnerübungen in anderen Stilen der Inneren Kampfkünste, beispielsweise dem Panshou (盤手 / 盘手,  pánshǒu, Jyutping pun4sau2, englisch Winding hands – „Windende Hände“) im Baguazhang oder den „Klebende Hände“, auch „Chishou“ genannt (黐手) im Wing Chun. Hierzu entgegengesetzt ist das Sanshou (散手) der Äußeren Kampfkünste, beispielsweise als Zweikampfübung „Sanda“ (散打) im modernen Wushusport.

## Prinzip und Technik
Im Tuishou wird gelernt, die durch das Üben der Form erarbeiteten Prinzipien im Kontakt mit einem Partner umzusetzen, es schult die Wahrnehmung und einen festen Stand. Dabei stehen sich die Partner gegenüber und berühren einander an den Armen und Händen. In einer kontinuierlichen Bewegungsschleife übt einer der Partner Druck auf die Arme des anderen Übenden aus, der versucht, dem Druck nachzugeben und zu neutralisieren, um anschließend selbst Druck auszuüben.
Im freien Tuishou, das nicht mehr einem vorgeschriebenen Ablauf folgt, sondern in dem jede Bewegung der Form angewendet werden darf, können die Übenden demonstrieren, wie sie die Prinzipien des Taijiquan verinnerlicht haben. Diese Übung gilt als Vorübung für die Anwendung der Kampfkunst und schult sowohl die Wahrnehmung als auch die Technik.

Tuishou-Training
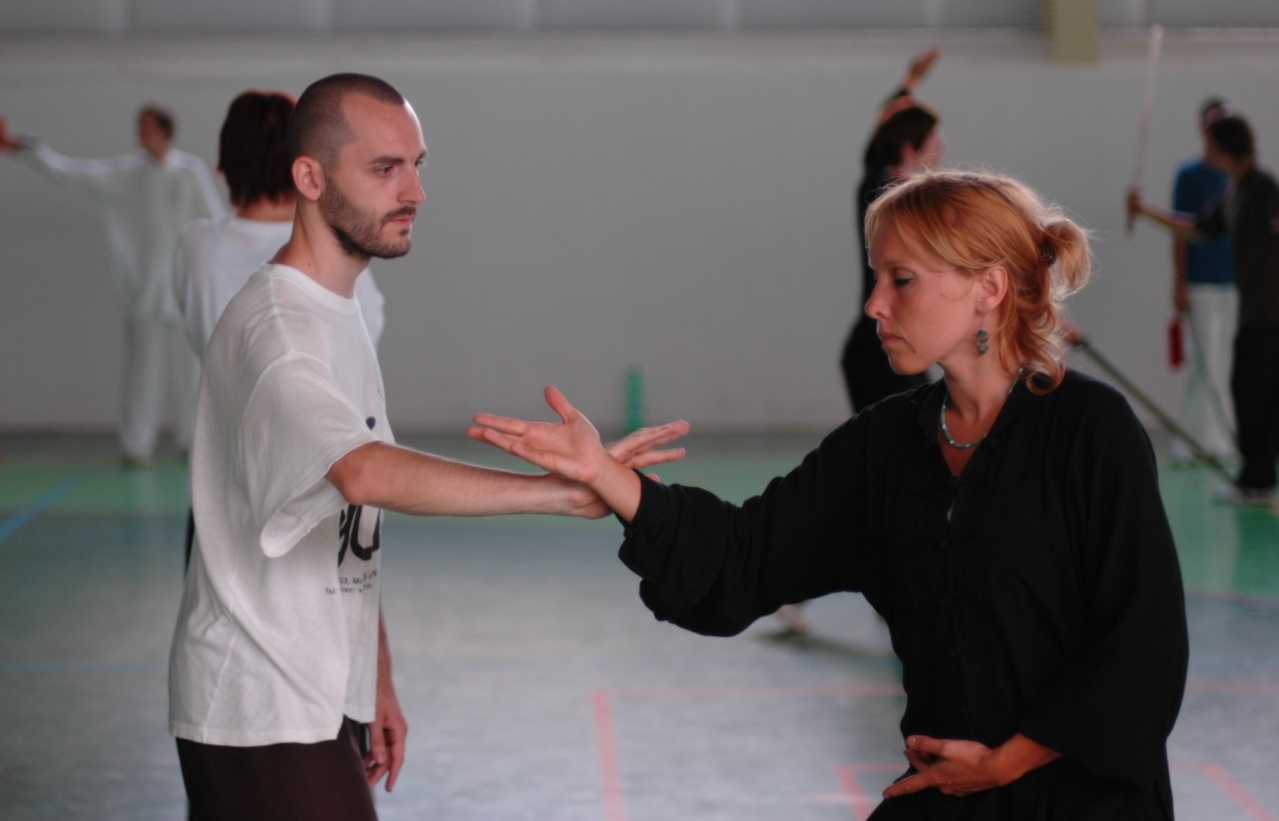
Tuishou-Übung, Tschechien 2008
- Tuishou-Demonstration – Video